# Pavlodar

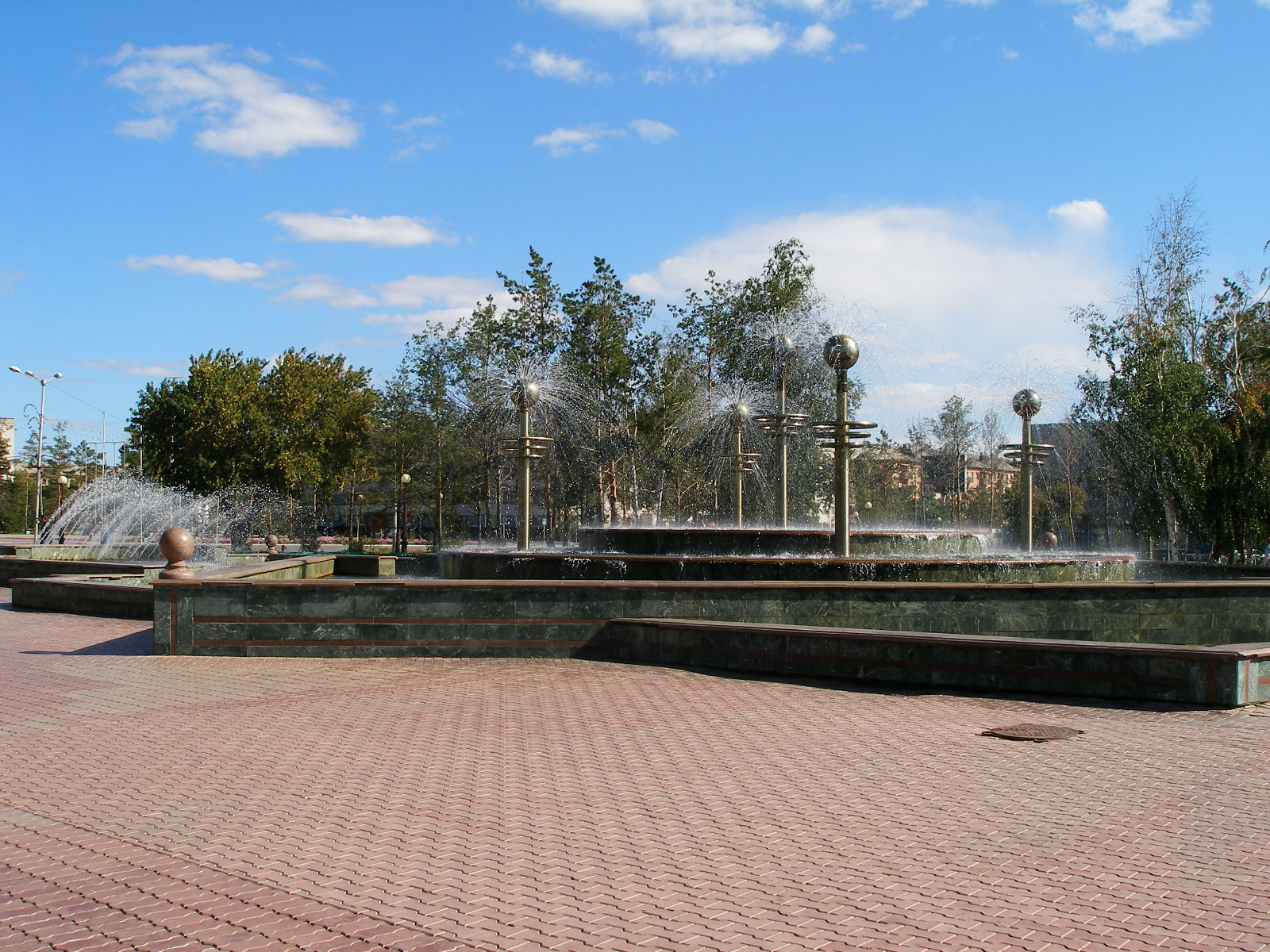
Đài phu nước ở công viên ven sông

Tượng đài Sultanmahmut Toraygirov.

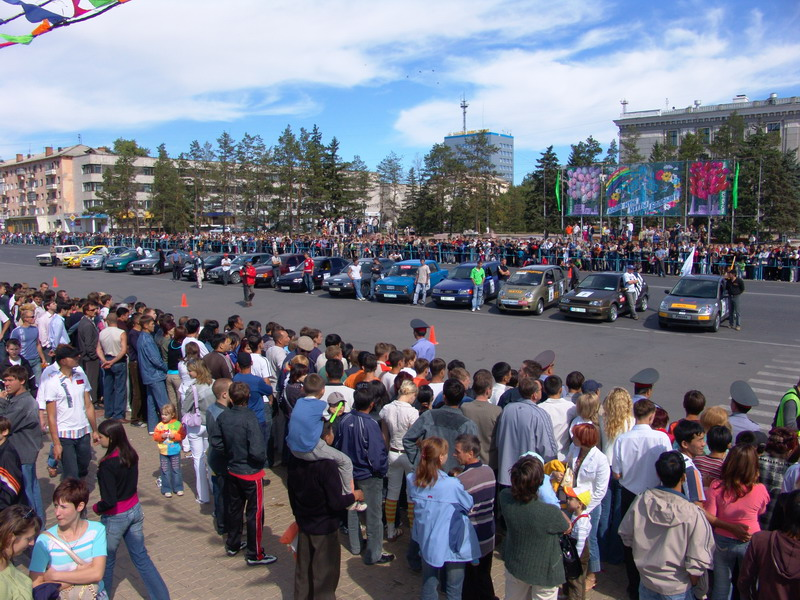
Cuộc đua nghiệp dư ở trung tâm Pavlodar vào "ngày thành phố" 2006

Pavlodar là thành phố tỉnh lỵ tỉnh Pavlodar. Thành phố có dân số 300.000 người theo điều tra dân số năm 2009. Thành phố có cự ly 350 km về phía thủ đô AAtna và 400 km về phía tây nam thành phố Nga Omsk. thành phố có dân cư chủ yếu là người Kazakh và người Nga và cộng đồng khá đông người Ukraina và người Tatar. Thành phố có sân bay Pavlodar.